# Daredevil (film)
Daredevil je americký akční film z roku 2003, který natočil Mark Steven Johnson podle komiksových příběhů o Daredevilovi. Do amerických kin byl film, jehož rozpočet činil 78 milionů dolarů, uveden 14. února 2003, přičemž celosvětově utržil 179 179 718 dolarů. Na snímek volně navazuje film Elektra z roku 2005.

## Příběh
Slepý newyorský právník Matt Murdock se seznámí s Elektrou Natchiosovou, dcerou významného podnikatele, jenž se znelíbí Wilsonu Fiskovi, alias mocnému, záhadnému a brutálnímu Kingpinovi. Matt, který díky svým mimořádných schopnostem bojuje proti zločinu jako hrdina v kostýmu označovaný jako Daredevil, musí čelit Bullseyeovi, který byl Fiskem najat, aby zabil Elektru i jejího otce.

## Obsazení
- Ben Affleck (český dabing: Zbyšek Pantůček) jako Matt Murdock / Daredevil
- Jennifer Garner (český dabing: Nikola Votočková) jako Elektra Natchiosová
- Michael Clarke Duncan (český dabing: Jiří Hromada) jako Wilson Fisk / Kingpin
- Colin Farrell (český dabing: Marek Libert) jako Bullseye
- Joe Pantoliano (český dabing: Ladislav Novák) jako Ben Urich
- Jon Favreau (český dabing: Miroslav Saic) jako Franklin „Foggy“ Nelson
- David Keith (český dabing: Ludvík Král) jako Jack Murdock
- Erick Avari (český dabing: Martin Kolár) jako Nikolas Natchios
- Paul Ben-Victor (český dabing: Martin Kolár) jako Jose Quesada
- Derrick O'Connor (český dabing: Jan Hanžlík) jako otec Everett
- Leland Orser (český dabing: Jan Kalous) jako Wesley Owen Welch
- Scott Terra (český dabing: Vojtěch Kotek) jako mladý Matt Murdock